# Gerardo Abad
Gerardo Abad Conde (Órdenes, La Coruña; 8 de agosto de 1881-Madrid; 10 de septiembre de 1936) fue un abogado y político radical español. Fue ministro de Marina durante el bienio radical-cedista durante la Segunda República, y fue asesinado en Madrid por milicias republicanas tras el inicio de la Guerra Civil.

## Biografía
Nacido en Órdenes el 8 de agosto de 1881, se licenció en Derecho y ejerció la abogacía en La Coruña, desempeñando además la cátedra de Legislación Mercantil y Legislación Marítima en la Escuela de Comercio de dicha ciudad y en la de Vigo. Además fue director de la Escuela Náutica coruñesa. Políticamente, perteneció primeramente al Partido Republicano Autónomo de La Coruña, del que fue secretario en 1908, y, en la segunda década del siglo xx, se integró en el Partido Republicano Radical de Alejandro Lerroux. Fue concejal de La Coruña en varias legislaturas, ocupando la alcaldía entre los años 1918-1919. 
Participó, en 1930, en el pacto de Lestrove. Con la llegada de la Segunda República fue nombrado subsecretario del Ministerio de Comunicaciones en el gobierno provisional. 

### Segunda República
En las elecciones a Cortes Constituyentes de 1931 se presentó por La Coruña dentro de la candidatura radical —el Partido Radical se presentó el La Coruña al margen de la Federación Republicana Gallega, que se presentó con el PSOE—, pero sin resultar elegido. Sin embargo, en la repetición de las elecciones en Lugo, que tuvieron lugar el 23 de agosto, salió elegido diputado —la coalición entre los radicales y la Derecha Liberal Republicana triunfó sobre la de la ORGA y el PSOE—. En julio de 1933 fue elegido uno de los dos vocales de elección parlamentaria del Tribunal de Garantías Constitucionales y, a finales de ese año —luego de no salir elegido diputado en las elecciones generales de 1933— fue nombrado presidente del Consejo de Estado. Fue también presidente del Patronato para la Incautación de los bienes de los jesuitas. Entre enero y abril de 1935 fue ministro de Marina, en un gabinete presidido por Lerroux e integrado por ministros radicales, liberal demócratas y de la CEDA.
Durante su gestión al frente de la mencionada cartera —23 de enero al 3 de abril de 1935— se elaboró un plan de modernización naval, publicado en el diario oficial el 6 de abril de dicho año. El denominado Plan Abad Conde comprendía la construcción de 2 minadores, 6 torpederos, 12 motolanchas, 12 lanchas torpederas, 8 dragaminas, 12 submarinos, 12 barcazas y cantidades importantes de minas, instalaciones antisubmarinas, sistemas radiogonométricos, armamentos, etc. También preveía la modernización de las unidades ya existentes, empezando por los dos acorazados en una primera fase y siguiendo luego con los cruceros y destructores. El plan —cuyo importe total ascendía a unos 450 millones de pesetas a repartir en 5 años— era absolutamente irrealizable en las condiciones político-sociales en que se encontraba España, por lo que el posterior ministro Antonio Royo Villanova lo redujo a la más sensata pretensión de dos minadores, que una vez realizados serían el Marte y el Neptuno.
En agosto de 1935, luego de abandonar el ministerio, Abad Conde fue nombrado catedrático de Filosofía del Derecho de la Universidad de La Laguna (Tenerife) pero renunció. En 1936 se presentó a las elecciones generales de febrero por el Partido Radical pero, de nuevo, no resultó elegido. 

### Guerra civil española
Tras la sublevación militar que dio inicio a la guerra civil española, fue detenido en Madrid el 29 de agosto de 1936 y enviado a la cárcel de Porlier, controlada de facto por elementos comunistas, donde fue asesinado poco después, junto con el también radical Fernando Rey Mora.